# Przechowywanie nasion
Przechowywanie nasion – proces zapewnienia optymalnych warunków przechowywania nasion roślin, w celu zachowania ich wartości siewnej na długie okresy czasu. Poprzez kontrolę wilgotności, temperatury oraz odpowiednie zabezpieczenie, przechowywanie nasion ma na celu utrzymanie ich zdolności do kiełkowania i wydajności przy wysiewie. Jest to kluczowy element strategii ochrony bioróżnorodności oraz zrównoważonego zarządzania zasobami roślinnymi.

## Zastosowanie
Przechowywanie nasion drzew i krzewów stanowi ważny element ochrony i zachowania różnorodności genetycznej roślinności leśnej. Decydującymi czynnikami wpływającymi na skuteczność przechowywania są odwodnienie nasion, odpowiednie zabezpieczenie przed wilgocią oraz utrzymanie odpowiedniej temperatury.
Nasiona drzew i krzewów leśnych przechowuje się w szczelnie zamkniętych pojemnikach, zwykle przy temperaturze -10 °C. Takie warunki zapewniają izolację nasion od wilgoci z otoczenia oraz minimalizują wymianę gazową, co ogranicza procesy metaboliczne. Przed długotrwałym przechowywaniem nasiona poddaje się procesowi podsuszania, który redukuje zawartość wody i zmniejsza aktywność metaboliczną. Celem jest utrzymanie nasion w stanie optymalnym do kiełkowania przez możliwie długi czas.

### Kategorie nasion
Nasiona dzielone są na dwie główne kategorie ze względu na ich tolerancję na odwodnienie:
1. Nasiona znoszące odwodnienie (kategoria „orthodox”): Nasiona tej kategorii mogą być przechowywane w warunkach niskich temperatur nawet przez kilkadziesiąt lat. Odpowiednie odwodnienie (8-10%, niektóre nawet do 3-4%) pozwala na zachowanie ich wartości siewnej na długi okres[5].
2. Nasiona wrażliwe na odwodnienie (kategoria „recalcitrant”): Nasiona te charakteryzują się wysoką zawartością wody (40-48%, nawet 52%.) i nie mogą być odwadniane. Ich przechowywanie wymaga specjalnych warunków i jest zazwyczaj krótsze[6].

## Znaczenie
Przechowywanie nasion ma kluczowe znaczenie dla zapobiegania ubytkom w puli genetycznej roślinności leśnej. Banki Genów oraz inne instytucje zajmujące się przechowywaniem nasion mają za zadanie zachować różnorodność genetyczną oraz zapewnić możliwość przywrócenia zagrożonych populacji roślin leśnych. Długoterminowe przechowywanie nasion gwarantuje możliwość odtworzenia siedlisk leśnych po zmianach niekorzystnych warunków lokalnych.
W ten sposób, przechowywanie nasion stanowi istotny element strategii ochrony i zrównoważonego zarządzania zasobami leśnymi, przyczyniając się do zachowania bioróżnorodności oraz trwałego użytkowania lasów.